# Bengt af Klintberg
Bengt Knut Erik af Klintberg (ur. 25 grudnia 1938 w Sztokholmie) – szwedzki etnolog, folklorysta i pisarz. W 2006 roku otrzymał tytuł profesora.
Sławę przyniosły mu książki o legendach miejskich. Znany był również jako prowadzący, popularny niegdyś program radiowy Folkminnen. Nazywany jedynym szwedzkim przedstawicielem fluxusu – trendu artystycznego w sztuce. 

## Twórczość
- Stigar (1959)
- Ormkungens krona (1961)
- Svenska trollformler (1965)
- Stockholmsspelet (1966)
- Magisk diktteknik (1967)
- Dikter (1968)
- Svenska folksägner (1972)
- Gasten i svensk folktradition (1973)
- Vad folkdiktningen berättar om folkets liv förr (1973)
- Fula visboken (1977; tillsammans med Christina Mattsson)
- Harens klagan och andra uppsatser om folklig diktning (1978)
- Skogsdykaren (1979)
- Oknytt (1983)
- Skogsmusen och husmusen och andra gamla djursagor (1984)
- Hejnumkärringen (1985)
- Kvinnan som var gift med en varulv och andra folksägner (1985)
- Råttan i pizzan (1986)
- När king-kong spelar ping-pong (1988)
- Sagan om Rane (1990)
- En tjottablängare mellan lysmaskarna (1991)
- Den stulna njuren (1994)
- Guldvagnen på sjöbottnen (1997)
- Kuttrasju (1998)
- Namnen i almanackan (2001)
- Rebecka och tigern (2001)
- Glitterspray & 99 andra klintbergare (2005)
- Ord i snön (2006)
- Svensk Fluxus/Swedish Fluxus (2006)
- Folkminnen (2007)
- Vår tids folkkultur (2008; tills. med Ulf Palmenfelt)

## Nagrody i wyróżnienia
- Expressens Heffaklump 1984
- Årets folkbildare 1994
- Sveriges Radios Novellpris 2002
- Professors namn 2006
- John Landquists pris 2007